# Disney's Port Orleans Resort Riverside
Disney's Port Orleans Resort - Riverside est l'une des deux parties du complexe hôtelier Disney's Port Orleans Resort à Walt Disney World Resort. C'est un hôtel à prix modéré de 2 048 chambres qui a ouvert le 2 février 1992 sous le nom de Dixie Landings Resort, mais fut débaptisé le 1er avril 2001 au profit du nom actuel.
L'hôtel est réellement en deux parties, les manoirs des plantations (Mansions) et les maisons du Bayou. (Voir ci-dessous)
L'hôtel est situé le long de la Sassagoula River qui coule jusqu'au Lake Buena Vista. Un système de ferry dessert le Downtown Disney.

## Le thème
Le thème de cet hôtel est la zone rurale en amont de La Nouvelle-Orléans le long du Mississippi avec les bayous et les plantations de coton. Le bayou se trouve à l'ouest et les plantations à l'est, les deux sont séparés par Sassagoula River.

## Les bâtiments
L'hôtel est un ensemble de bâtiments sur le même thème: l'arrière pays de la Louisiane, le long des rives du Mississippi. On peut dénombrer trois architectures différentes et une évocation du bayou, les îles et marécages du delta.

### Le Dixie Landings
C'est le port de la ville qui avait donné son nom au Dixie Landings Resort, (le "débarcadère Dixie"). Il est conçu comme le lieu de commerce et de travail de la région environnante. C'est un ensemble de bâtiments aux fonctions diverses collés les uns aux autres. Ils sont tous en bois. On trouve ainsi, un moulin à aube avec une usine de coton derrière, un entrepôt, une "general store" (la boutique principale qui servait entre autres d'épicerie, de quincaillerie, ...). Les fonctions ont changé pour accueillir les restaurants, boutiques et services de l'hôtel.
Le port offre une anse pour la marina et juste en face se trouve l'île de Ol' Man Island, relié par un pont.
Le hall d'accueil de l'hôtel est conçu pour ressembler à un bateau à aube et rappelle un peu le grand hall du Disney's Grand Floridian Resort.

### Ol' Man Island et le bayou
C'est l'île centrale de l'hôtel qui est entourée par la Sassagoula River qui forme une boucle. Elle accueille sur ses deux hectares un mini-parc aquatique et plusieurs activités dont un coin pour la pêche. Elle évoque les nombreuses îles formées par le delta du Mississippi, c'est l'un des aspects des bayous.
Juste entre les deux villages les plus au nord de l'Alligator Bayou, deux marécages presque circulaires rappellent un autre aspect du bayou.

### L'Alligator Bayou
C'est un ensemble de seize bâtiments au nord-ouest de l'hôtel répartis en trois villages. Chaque bâtiment est composé de quatre petites maisons rustiques de deux étages parfois trois.
Ils évoquent les maisons construites pour les ouvriers afro-américains dans les grandes plantations de cotons. Chaque village possède sa propre piscine et donne sur la boucle de la rivière.

### Les Magnolia Bend Mansions
C'est un ensemble de quatre manoirs à l'est de l'hôtel, sur l'autre rive de la Sassagoula River. Ils rappellent les grandes maisons de maîtres construites par les propriétaires de plantation de coton.
Chaque manoir possède trois étages avec des balcons sur leurs pourtours. Des colonnades soutiennent un fronton triangulaire au-dessus de chaque entrée marqué par un escalier en fer à cheval.
- Acadian House est situé le plus au nord. Il a la forme d'un créneau (un U avec deux barres perpendiculaires en plus en haut du U). La cour donne vers le parking et le bas du créneau sur la rivière.
- Magnolia Terrace est le second manoir à partir du nord. Il est relié par une passerelle à Ol' Man Island et adopte une forme en H.
- Oak Manor est le second manoir à partir du sud et adopte aussi une forme en H.
- Parterre Place est situé le plus au sud et adopte une forme en créneau mais tourné vers la rivière.

Une passerelle relie les deux manoirs situés au sud à l'ensemble des bâtiments du port. Elle est située juste entre les deux manoirs.
Entre chaque groupe de manoirs, au nord et au sud, une piscine a été construite.

## Les services de l'hôtel

### Les chambres
Les chambres sont légèrement plus petites que celles des autres hôtels à prix modérés mais la qualité du décor justifie selon Disney cette différence. Elles sont toutes de la même taille et peuvent accueillir au maximum 4 personnes. La salle de bain est de taille normale avec sèche-cheveux et miroirs de maquillage ainsi qu'un fer et une table à repasser. La chambre contient aussi une machine à café et un réfrigérateur intégré sans supplément de prix. Un service de livraison de repas ou de pizzas est disponible dans l'hôtel.
Les deux ensembles architecturaux n'ont pas exactement les mêmes caractéristiques ainsi :
- les Mansions ont des ascenseurs, des grands escaliers en fer à cheval et des colonnades en façades, l'intérieur possède des tapisseries et des meubles en cerisiers
- les Bayous peuvent avoir un lit pour enfant en supplément et sont d'un aspect plus rustique avec des lits en noyer et des meubles en bois détrempés.

Les prix en 2005, d'après le site officiel, pour une nuit débutent à partir de
- 148 $ pour les chambres avec vue sur la piscine ou la rivière
- 133 $ pour les chambres avec vue normale

### Les restaurants et bars
Ils sont tous situés dans le bâtiment principal, le Dixie Landings.
- Riverside Mill Food Court est situé dans un moulin de coton avec sa roue à aubes de 10,5 m qui fonctionne réellement. C'est un ensemble de plusieurs restaurants (principe du Food court):
  - Acadian Pizza'n Pasta propose des plats italiens dont des pâtes et des pizzas et même des calzones
  - Blue Bayou Burgers and Chicken offre du poulet frit ou grillé et divers hamburgers
  - Cajun Broiler sert du poulet cuit à la broche ou du porc au barbecue
  - Riverside Market and Deli propose des boissons alcoolisées ou de type soda, des salades et des plats légers
  - Southern Trace Bakery est une pâtisserie proposant entre autres des tartes
- Le Boatwright's Dining Hall est un restaurant de 200 places situé à côté du moulin de coton et propose des spécialités cadiennes.
- Cotton Co-Op est une brasserie située à côté du moulin dans une ancienne bourse du coton.
- Muddy Rivers est le bar de la piscine sur Ol' Man Island

### La boutique
Fulton's General Store est située dans le Dixie Landings et est peut-être le seul bâtiment ayant garder sa vocation initiale (en gardant à l'esprit qu'il a été construit pour en donner l'illusion chère à Disney). Elle propose des souvenirs Disney et des articles aux couleurs de l'hôtel.

### Les activités possibles
Disney essaye aussi de favoriser l'utilisation des activités du Disney's Port Orleans Resort French Quarter situé juste à côté.
- Ol' Man Island est le centre principal de l'hôtel pour les activités :
  - La Ol' Man Island Pool est une piscine aux formes arrondies avec un bassin pour les enfants et un bain bouillonnant.
  - Ol' Fishin' Hole est un espace pour les pêcheurs. Des excursions de pêche sont aussi proposées depuis la marina
  - Une aire de jeux pour enfants jouxte la piscine
- Medicine Show Arcade est une petite salle de jeux vidéo située dans le Dixie Landings
- Au pied du Dixie Landings, le Dixie Levee propose :
  - une marina pour la location de bateaux
  - un hangar pour la location de vélo

L'hôtel propose aussi cinq autres piscines réparties dans les différentes parties :  trois dans chacun des villages de l'Alligator Bayou et deux entre les Magnolia Bend Mansions.